# Christoph Amberger
Christoph Amberger (1505 - entre 1 de Novembro de 1561 e 19 de outubro de 1562) foi um pintor de Nuremberga no século XVI, um discípulo de Hans Holbein. Amberger viajou para a Itália e Veneza entre entre 1525 e 1527. Morreu em Augsburg.